# Aplocheilichthys vitschumbaensis
 Aplocheilichthys vitschumbaensis és un peix de la família dels pecílids i de l'ordre dels ciprinodontiformes.

## Morfologia
Els adults poden assolir els 3,5 cm de longitud total.

## Distribució geogràfica
Es troba a Àfrica: República Democràtica del Congo. La Llista vermella de l'IUCN el classifica en la categoria risc mínim.